# Ladislao Geréb
Ladislao Geréb de Vingárt (en húngaro: Geréb László) (1452 - 26 de junio de 1502) obispo católico de Transilvania en el siglo XV. Primo hermano por vía materna del rey Matías Corvino de Hungría. Gran patrocinante del humanismo, del renacimiento en Hungría. Fue nombrado arzobispo de Kalocsa, pero murió antes de ocupar el trono de la arquidiócesis. 

## Biografía
Ladislao nació como hijo de Juan Geréb, voivoda de Transilvania, y de Sofía Szilágyi, hermana de Isabel Szilágyi, la madre del rey húngaro Matías Corvino. Ladislao estudió en escuelas italianas enviado por su tío el rey húngaro, y posteriormente se mudó a la corte real, siendo nombrado prepósito de Buda y subcanciller. Siendo gran patrocinador del renacimiento como su tío, en 1473 llamó a Andrés Hess a Hungría organizando la primera imprenta en el reino. Hess dedicó su primera edición de la Crónica de Buda al propio Geréb.
En 1476 Ladislao fue nombrado obispo de Transilvania, pero solamente más de 10 años después fue santificado como religioso en 1489. En 1479 Ladislao tomó parte en la victoria de Kenyérmező junto al rey húngaro contra los turcos y en 1484, por sugerencia del rey fue nombrado por el Papa Inocencio VIII como embajador en la guerra contra los turcos, cuyo poder se extendió en 1485 a todo el territorio húngaro.
Cuando el humanista italiano Antonio Bonfini llegó a la corte del rey Matías, trajo consigo una obra que había escrito previo a conocer al monarca húngaro; El "Symposium de virginitate et pudicitia coniugali" es un diálogo ficticio entre el rey Matías, su esposa y otros personajes húngaros entre ellos Ladislao Geréb. Bonfini conociendo a varios de ellos y documentándose sobre otros se inspiró para escribir esta obra al estilo platónico.
En 1490 falleció el rey Matías, y Ladislao continuó contando con la estima del rey Vladislao II de Hungría, recibiendo del monarca en 1489 las propiedades de Dionisio Szentgyörgyi, luego de que este falleciera sin descendientes. En 1501 Vladislao II lo nombró arzobispo de Kalocsa, sin embargo Ladislao falleció cerca de sus 50 años de edad antes de ocupar la silla.